# Men-Fort Gabriel
Men-Fort Gabriel (* August 1608 in Ilanz im Bündner Oberland; † 5. Januar 1672 in Flims) war ein Schweizer reformierter Pfarrer und Übersetzer in die rätoromanische Sprache des sursilvanischen Idioms.

## Leben
Men-Fort (romanisch: Fortunat) Gabriel wurde im August 1608 als viertes Kind des Pfarrers Stefan Gabriel im bündnerischen Ilanz geboren und am 26. August getauft. Zwei Brüder starben früh, nur er und sein Bruder Lucius Gabriel überlebten die schwierigen und entbehrungsreichen Zeiten der Bündner Wirren. Als Gabriel zwölf Jahre alt war, flüchtete seine Familie nach Zürich. Dort besuchte er ein Gymnasium und studierte Theologie. Später setzte er dieses Studium an der Universität Basel fort, um am 9. Juni 1631 den Magister-Grad der freien Künste zu erhalten. Im selben Jahr wechselte er zur reformierten Akademie in Genf. Im Mai 1632 nahm man ihn in die evangelisch-rätische Synode Graubündens auf und übergab ihm die Pfarrstelle der Gemeinde in Waltensburg. Schon 1634 wechselte Gabriel zu den Gemeinden Castrisch und Luven. 1639 wurde er in Flims als Nachfolger seines Bruders Lucius als Pfarrer eingesetzt. Von 1663 bis 1672 war er auch als Dekan tätig. Die Pfarrstelle in Flims hielt er wahrscheinlich bis zu seinem Tode am 5. Januar 1672 inne.

## Werke
- Theses philosophicae miscellanae. Quas pro summis in philosophia honoribus consequendis (Basel 1631; Übersetzung)
- Messas giu 'lg amprim en tudeschk tras J' A' mo ussa par bien da las baselgias d'ilg evangeli da la Ligi grischa mess giu en rumonsch a carschentau cun las uratiuns da fests (Basel 1663)